# محسن الفضلي
محسن الفضلي (24 أبريل 1981 – 8 يوليو 2015) قائد جماعة خراسان، وهو فرع من تنظيم القاعدة عمل في سوريا بجانب جبهة النصرة.

## نشاطه
كان محسن الفضلي من الذين قاتلوا مع طالبان والقاعدة في أفغانستان، وكان المسئول الثاني في التنظيم لفترة من الزمن. كما قاتل القوات الروسية في الشيشان من قبل وتلقى التدريب العسكري هناك. ووفقًا لتقارير وسائل الإعلام، فإن الفضلي كان أحد المقربين من أسامة بن لادن، وأحد القلائل الذين كانوا على علم بهجمات 11 سبتمبر قبل تنفيذها. ولد في الكويت واستخدام عدة أسماء مستعارة مثل: أبو ماجد، وأبو سامية، وداود الأسدي، ومحسن فاضل إياد الفضلي ومحسن فاضل إياد عاشور الفضلي.
شارك في الهجوم على البحرية الفرنسية قبالة سواحل اليمن في 2002. ويٌعتقد أنه أشرف على الهجوم على قوات المارينز الأمريكية في جزيرة فيلكا الكويتية في أكتوبر 2002. في فبراير 2003 حٌكم عليه غيابيًا بالسجن 5 سنوات من قِبل محكمة كويتية بتهمة «تمويل أنشطة إرهابية».
قالت الحكومة الأمريكية في عام 2005 أن الفضلي قدم لأبي مصعب الزرقاوي كثير من التسهيلات والمساعدات. صنفته وزارة الداخلية السعودية كـ«إرهابي مشتبه به» في 2005، وضعته الأمم المتحدة على قائمة أعضاء تنظيم القاعدة المطلوبين في عام 2011.
وفي 2012 قالت وزارة خارجية الأمريكية أن الفضلي هو زعيم شبكة القاعدة في إيران، وحددت مكافأة 7 ملايين دولار لمن يدلي بمعلومات للقبض عليه. قبض عليه من قبل السلطات الإيرانية، ولكن أفرج عنه في عام 2011 في صفقة تبادل أسرى، وأصبح زعيم الشبكة في إيران هو ياسين السوري.
في منتصف عام 2013 أُرسِلَ إلى سوريا ممثلًا عن أيمن الظواهري للتوسط في حل النزاع بين الدولة الإسلامية في العراق والشام (داعش) وجبهة النصرة، لكن فشل التوسط في فبراير 2014.

## وفاته
قُتل في 8 يوليو 2015 في غارة جوية أمريكية استهدفت سيارة بالقرب من بلدة سرمدا في شمال غرب سوريا بحسب البنتاغون.